# Santuario della Madonna della Misericordia in Santa Chiara
Il santuario della Madonna della Misericordia in Santa Chiara è una chiesa di Rimini, che sorge nei pressi dell'arco d'Augusto.

## Storia

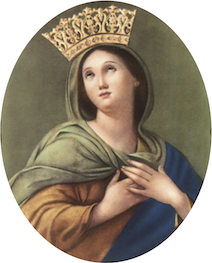
Il quadro della Madonna della Misericordia

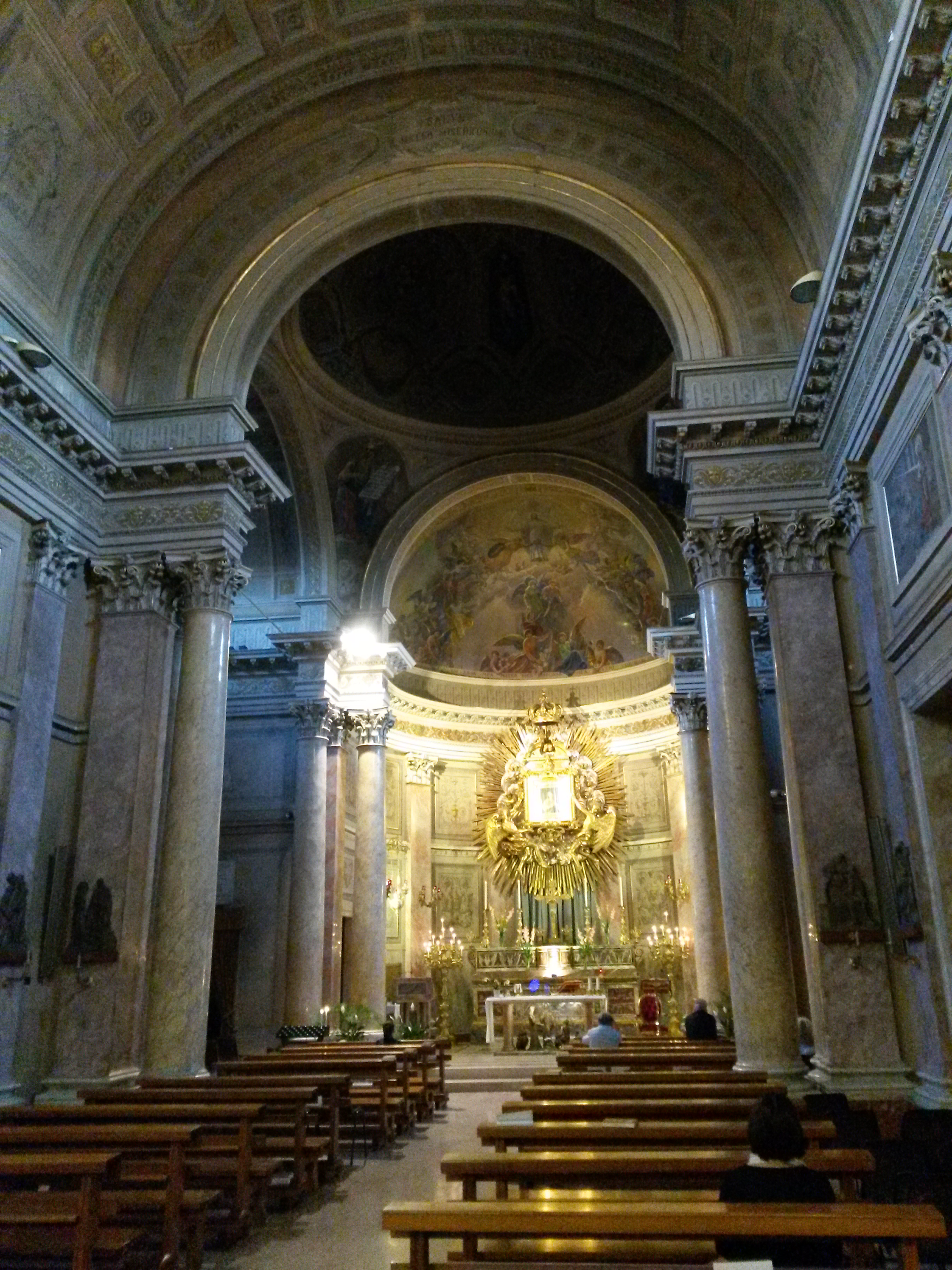
L'interno

Fu eretta nel XIV secolo dalle monache clarisse, che vivevano nell'attiguo monastero di Santa Maria degli Angeli. La chiesa custodisce l'immagine della Madonna della Misericordia, dipinto di Giuseppe Soleri (1750- 1806), il quale ne aveva fatto dono alla sorella suor Chiara, la quale a sua volta ne fece dono alla chiesa. Venne esposto il 17 luglio 1810 sull'altare maggiore, nella chiesa di Santa Chiara, la cui cura venne affidata nel 1824 ai Missionari del Preziosissimo Sangue. L'immagine venne considerata miracolosa dopo che la Madonna avrebbe mosso gli occhi nel 1850 e la chiesa di Santa Chiara divenne la sede del santuario dedicato alla sacra immagine.
A seguito di un processo promosso dal vescovo Salvatore Leziroli, Papa Pio IX decretò la miracolosità dell'evento e il 15 agosto 1850 l'effige fu "incoronata" con l'apposizione sul quadro di una corona d'oro. 
Tale corona è stata trafugata nel 1975. La copia della corona è stata rubata nel 2016.